# Refugee (film)
Pour les articles homonymes, voir Refugee (homonymie).
Pour plus de détails, voir Fiche technique et Distribution.
Refugee est un film de Bollywood réalisé par J. P. Dutta, sorti le 30 juin 2000. Le film marque les débuts de la carrière cinématographique d'Abhishek Bachchan, fils du célèbre acteur Amitabh Bachchan et de Kareena Kapoor, petite fille de l'un des plus talentueux réalisateurs de « l'âge d'or » de Bollywood, Raj Kapoor. La musique est composée par Anu Malik sur des paroles de Javed Akhtar.

## Synopsis
Connu sous le seul sobriquet de « Refugee », un jeune homme aide des réfugiés musulmans à franchir la frontière sous haute surveillance qui sépare l'Inde du Pakistan. Alors que son activité commence à attirer l'attention des militaires, il prend en charge la famille de Naaz dont il tombe rapidement amoureux. La jeune femme répond à ses sentiments, mais ses parents préfèrent la fiancer à un garde frontière pakistanais et l'amour interdit des deux jeunes gens exacerbe le conflit entre les réfugiés et les autorités.

## Fiche technique
- Titre : Refugee
- Réalisateur : J. P. Dutta
- Scénario : J. P. Dutta
- Musique : Anu Malik
- Parolier : Javed Akhtar
- Chorégraphie : Ganesh Acharya, Saroj Khan, Habiba Rehman
- Photographie : Basheer Ali
- Montage : Deepak Wirkud
- Production : J. P. Dutta
- Langue : hindi
- Pays d'origine : Inde
- Date de sortie : 30 juin 2000
- Format : Couleurs - 2.35 : 1 - 35 mm
- Genre : drame romantique
- Durée : 207 minutes

## Distribution
- Abhishek Bachchan : Refugee
- Kareena Kapoor : Nazneen M. Ahmed alias Naaz
- Sunil Shetty : Mohammad Ashraf
- Jackie Shroff : Raghuvir Singh
- Shadaab Khan : Shadab J. Mohammad
- Kulbhushan Kharbanda : Manzur Ahmed
- Anupam Kher : Jaan Mohammad
- Reena Roy : Amina J. Mohammad
- Mukesh Tiwari : Tausif
- Ashish Vidyarthi : Makkad
- Sudesh Berry : Gul Hamid
- Avtar Gill : Atta Mohammad
- Vrajesh Hirjee : BSF Officer
- Puneet Issar : prêtre Sikh
- Geetawali Rajkumari : jeune sœur de Salma-Naaz

## Box-office
Refugee se comporte honorablement au box office indien se classant à la cinquième place.

## Musique
Le film comporte six chansons composées par Anu Malik sur des paroles de Javed Akhtar. Elles rencontrent un succès tant public que critique et remportent de nombreuses récompenses lors des cérémonies de remise de prix. Elles mettent toutes en scène Abhishek Bachchan et Kareena Kapoor sur des chorégraphies de Ganesh Acharya, Saroj Khan et Habiba Rehman.
| Chanson                | Chanteurs                                                   | Durée |
| ---------------------- | ----------------------------------------------------------- | ----- |
| Aisa Lagta Hai         | Sonu Nigam & Alka Yagnik                                    | 7:28  |
| Jise Tu Na Mila        | Sukhwinder Singh & Shankar Mahadevan                        | 10:58 |
| Mere Humsafar          | Sonu Nigam & Alka Yagnik                                    | 7:50  |
| Panchi Nadiya Pawan Ke | Sonu Nigam, Alka Yagnik, Abhishek Bachchan & Kareena Kapoor | 9:46  |
| Raat Ki Hatheli Par    | Udit Narayan, Abhishek Bachchan & Kareena Kapoor            | 6:58  |
| Taal Pe Jab            | Sonu Nigam & Alka Yagnik                                    | 7:13  |

## Récompenses
- National Film Awards
  - Meilleur directeur musical - Anu Malik
  - Meilleur parolier - Javed Akhtar pour Panchhi Nadiya

- Filmfare Awards 2001
  - Filmfare Award du meilleur espoir féminin - Kareena Kapoor
  - Meilleur parolier - Javed Akhtar pour Panchhi Nadiya
  - Meilleur dialogue - O.P. Dutta
  - Meilleur directeur de la photographie - Bashir Ali

- IIFA Awards 2001
  - Meilleur parolier - Javed Akhtar